# Брюникель (замок)
Брюникель (фр. Château de Bruniquel) — замок в французской коммуне Брюникель, в департаменте Тарн и Гаронна (регион Окситания).

## Название
Замок часто называют Châteaux de Bruniquel (то есть замки во множественном числе). Это связано с тем, что через два столетия после постройки замок был разделен между двумя ветвями дома де Комменж, отсюда названия «château vieux» (старый замок) и «château jeune» (молодой замок).

## Легенда
Замок назван в честь королевы Брунгильды (la tour de la Reine Brunehaut). По словам Григория Турского, королева Меровингов построила первый замок, «château vieux» или «castel Biel» в VI веке на месте римского каструма.

## Архитектура
От строений начала XII века остались только частичный фундамент, части стен и донжон, так называемый Тур де Брюно. В разное время это место менялось, особенно в XIII, XV, XVII и XIX веках.
В «château vieux» до сих пор сохранилась крепость XII века, когда замок был собственностью графов Тулузских, и их резиденцией в XIII веке. Здесь также есть галерея эпохи Возрождения, имеющая шесть аркад. Другие части претерпели обширную реконструкцию в XVIII и XIX веках. 
«Молодой замок» возвышается над местом слияния рек Аверон и Вер с высоты 90 м. Он был построен между 1485 и 1510 годами и был реконструирован в период барокко.
Дымоход из Брюникеля был установлен в XIX веке в столовой замка Ластур в Реальвиле.

## В настоящее время
Это место было местом съемок фильма 1975 года «Старое ружьё» режиссера Робера Энрико с Роми Шнайдер, Филиппом Нуаре и Жаном Буизом в главных ролях. Колодец, который сейчас находится в центре, не оригинален; он был помещен туда во время создания фильма. Фотографии со съемок выставлены в Старом замке.
Замок был классифицирован как исторический памятник в 1840 году. Принадлежит коммуне с 1987 года и открыт для публики с марта до середины ноября.

## Галерея

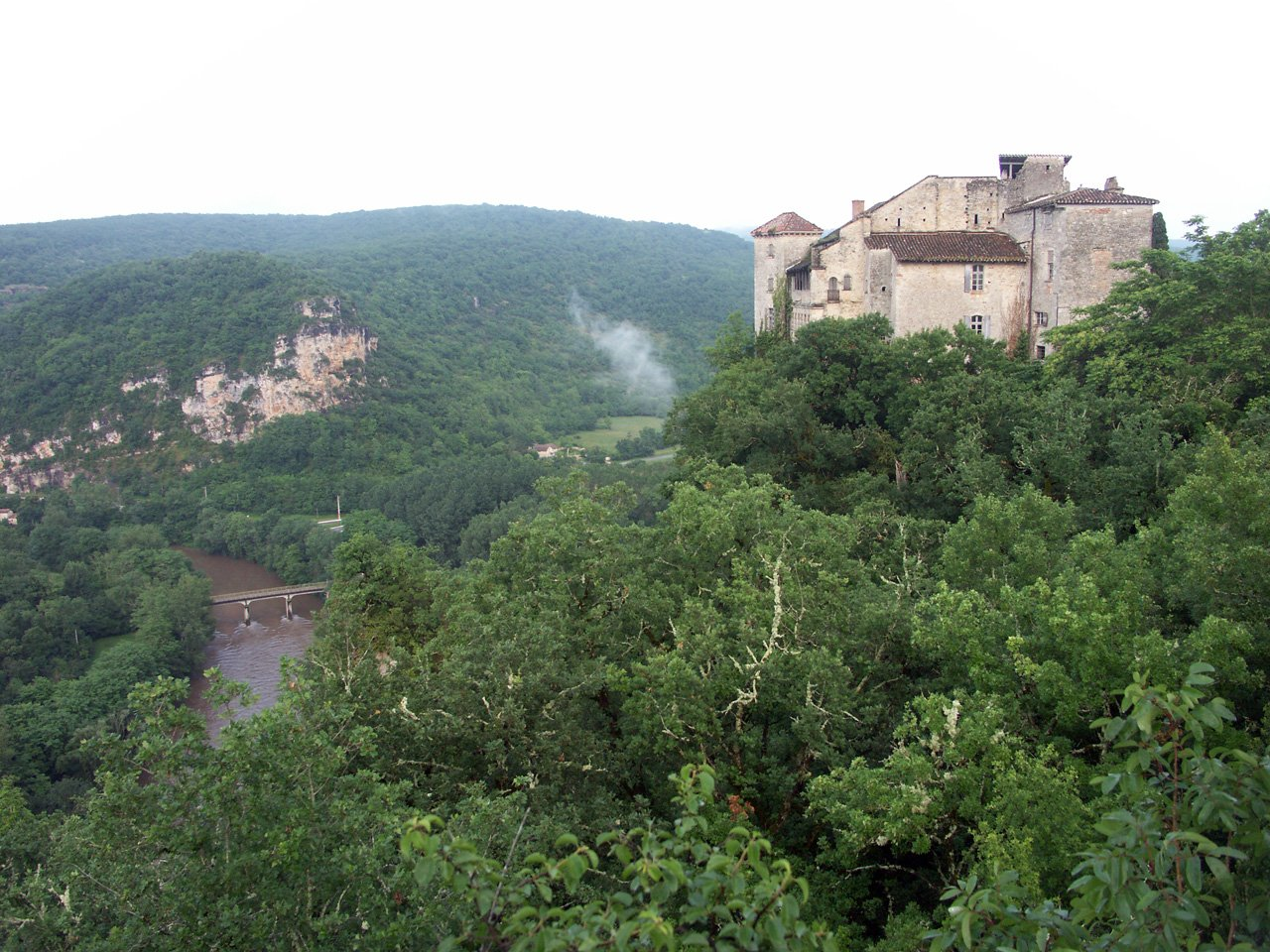
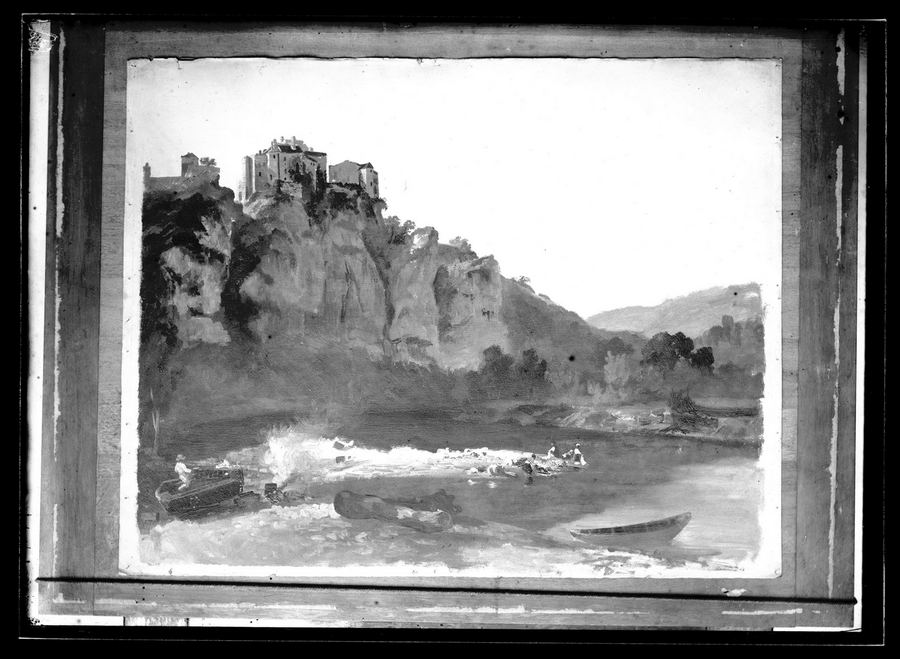
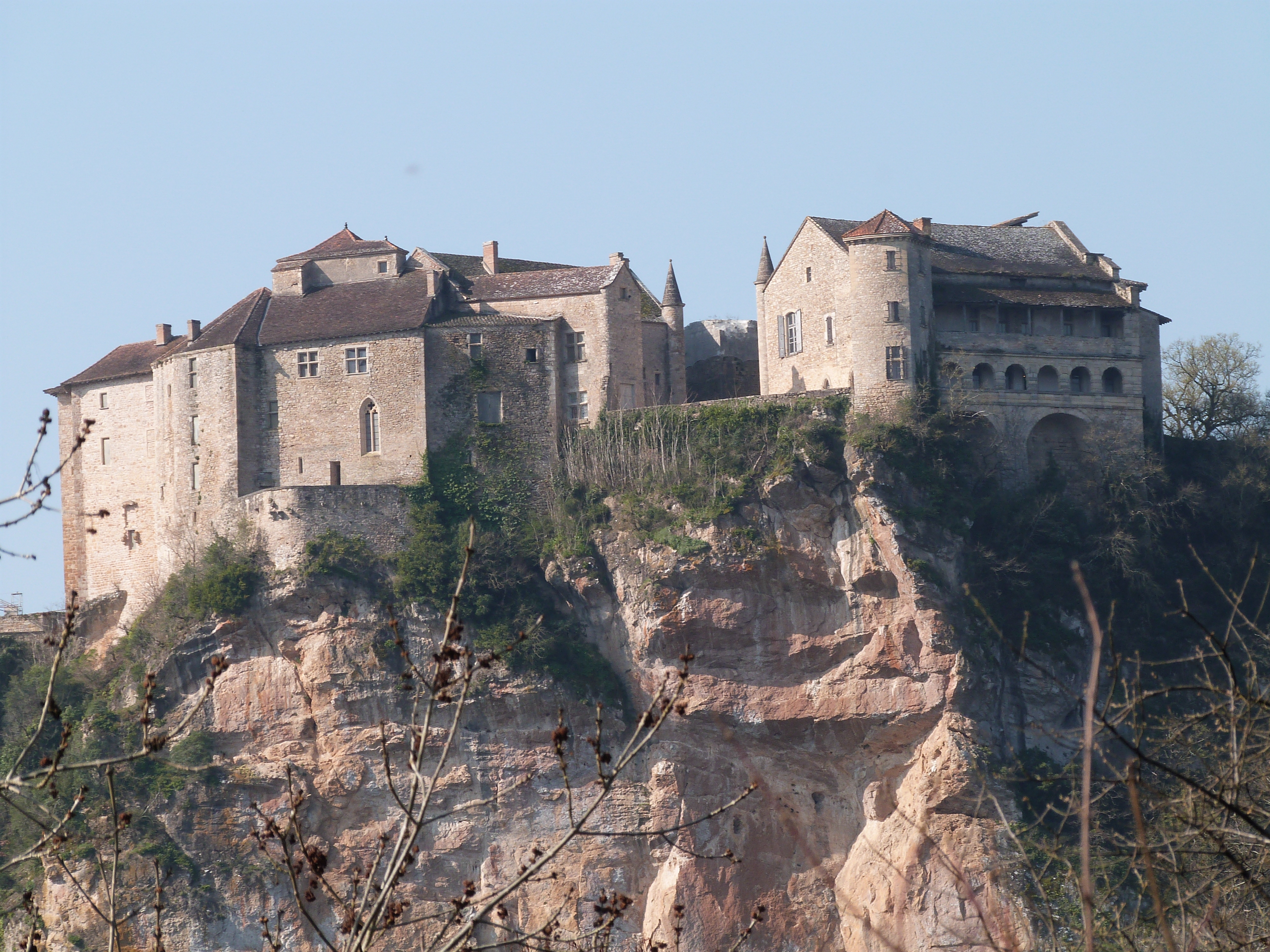
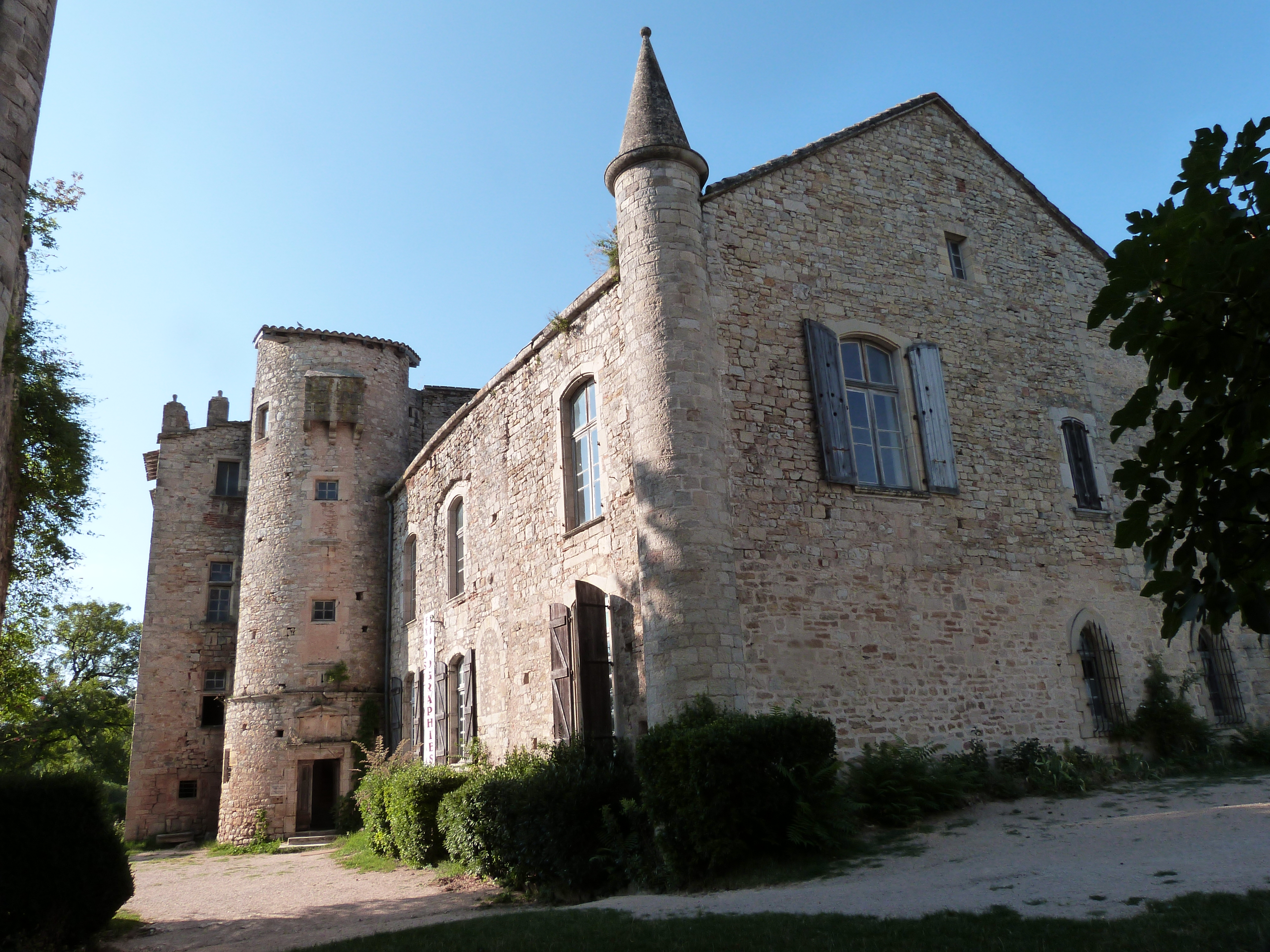